# Rörtjärnen (Norsjö socken, Västerbotten, 720445-169064)
Rörtjärnen är en sjö i Norsjö kommun i Västerbotten och ingår i Skellefteälvens huvudavrinningsområde.